# Kushva
Kushva (en ruso: Кушва) es una ciudad del óblast de Sverdlovsk, en el norte de los Urales en Rusia. Se encuentra a 198km al norte de Ekaterimburgo (la capital del óblast) y a 50km al norte de Nizhni Tagil, en la cabecera del río Turá. Está subordinada administrativamente de forma directa al óblast. Dependen de Kushva doce pueblos (12.535 habitantes en total) además de la ciudad de Vérjniaya Turá (10.717 habitantes), con lo que el ente administrativo cuenta 57.142 (2006). Su clima es continental. Tenía 33.600 habitantes en 2007. Un cráter del planeta Marte ha sido nombrado en honor de la ciudad.
Kushva está conectada a la línea abierta en 1878, Perm - Ekaterimburgo, antigua vía minera de los Urales (Уральская Горнозаводская железная дорога/ Urálskaya Gornosavodskaya zheléznaya doroga). En 1906, se conectó también con Serov, del ferrocarril de Bogoslov (Богословская железная дорога/ Bogoslóvskaya zheléznaya doroga). La estación de la ciudad se llama Goroblagodachkaya.

## Historia
A partir de 1735, en el emplazamiento de la villa fueron desarrolladas minas, forjas y otros establecimientos para explotar el importante yacimiento de mineral de hierro de la montaña Blagodat (llamado así por la noción religiosa de la Bendición y por la zarina Ana Ivánovna que gobernaba en ese momento), al este del pueblo. Se construyó una fábrica siderúrgica a orillas del río Kushva (el nombre derivaría del komipermiaco, siendo kusch el término para terreno baldío, y wa, río), un pequeño afluente del río Turá, de modo que el asentamiento tomó el nombre de Kúshvininski Zavod (Кушвинский завод) o "Fábrica de Kushva". En 1801 era el centro administrativo de la región minera circundante. En 1925, Kúshvinski Zavod accede al estatus de ciudad. Lleva el nombre de Kushva desde el año siguiente.

## Demografía
| 1897  | 1959   | 1979   | 1989   | 2002   | 2007   |
| ----- | ------ | ------ | ------ | ------ | ------ |
| 8 900 | 46 100 | 43 200 | 43 100 | 35 555 | 33 600 |

## Economía
La explotación del mineral de hierro de la montaña Blagodat juega aún un papel central en la vida económica de la ciudad. Este yacimiento de varios centenares de millones de toneladas de hierro alimenta aún la siderurgia del norte del Ural. Pero las minas han cerrado y esta explotación minera está en declive, lo que ha entrañado na disminución de la población. Las otras industrias son la construcción de máquinas (material ferroviario entre otras), la industria maderera y los materiales de construcción.

## Cultura y lugares de interés
La ciudad es una muestra de la arquitectura industrial del siglo XIX. Cuenta además con un museo local.

## Nacidos en Kushva
- Víktor Alekséievich Zubkov (1941 cerca de Kushva), político ruso.

## Galería

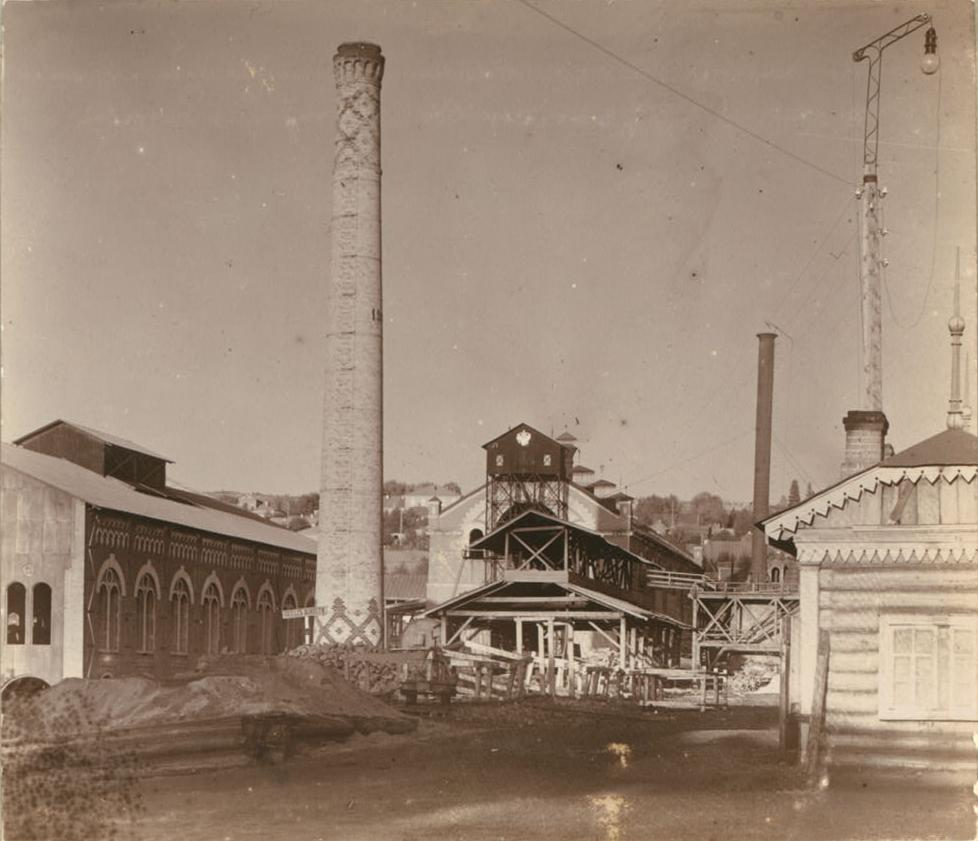
Fábrica siderúrgica en la década de 1910.
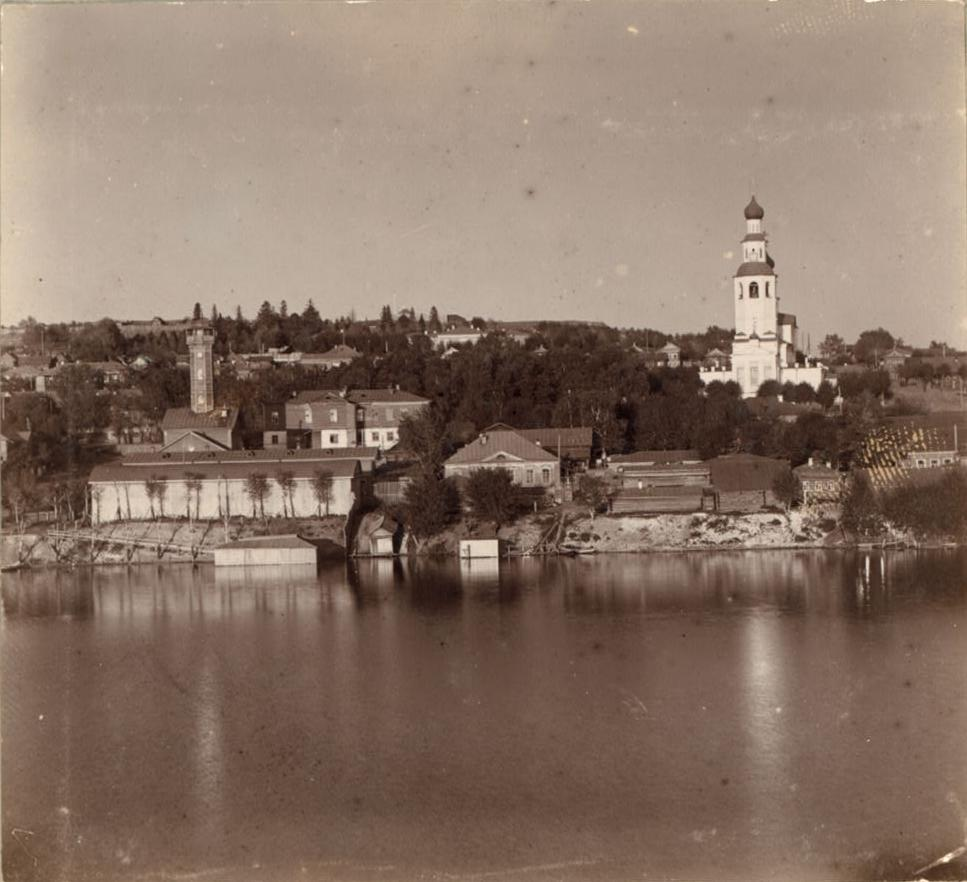
El asentamiento en la década  1910.
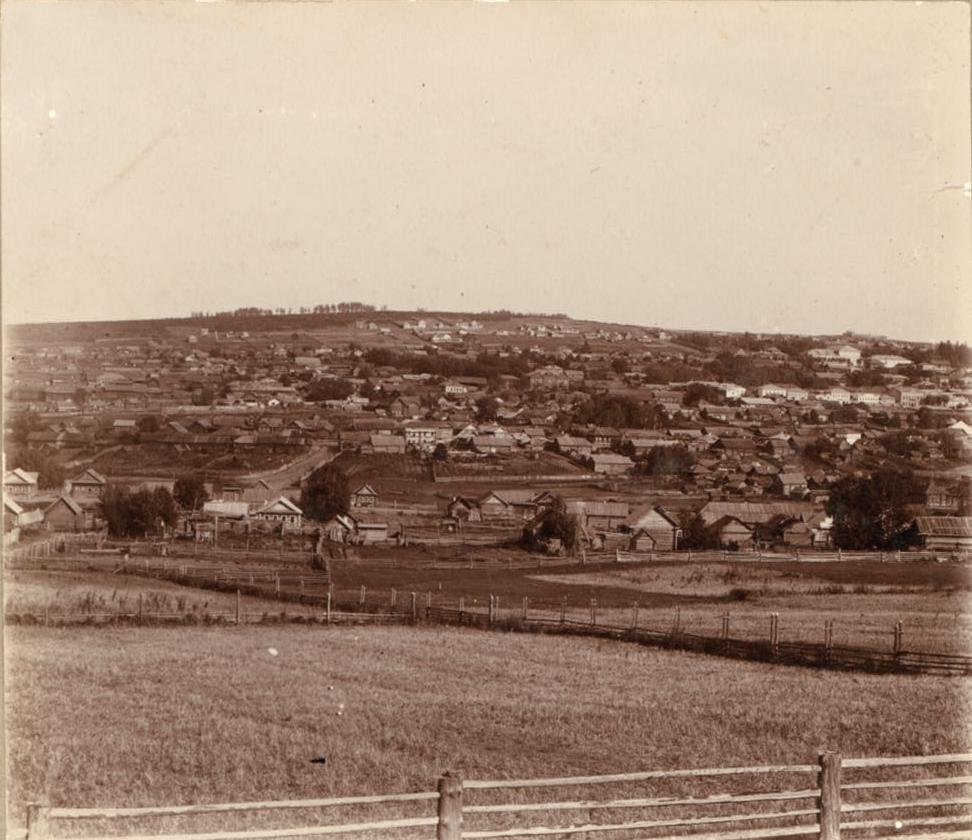
El asentamiento de Kushva  en la década 1910.